# کاساتسا
کاساتسا (به ایتالیایی: Casazza) یک منطقهٔ مسکونی در ایتالیا است که در استان برگامو واقع شده‌است.

## خصوصیات
کاساتسا ۷٫۱ کیلومترمربع مساحت و ۴٬۰۵۳ نفر جمعیت دارد و ۳۴۹ متر بالاتر از سطح دریا واقع شده‌است.